# Pianeta di Miller
| Recensione | Giudizio |
| ---------- | -------- |
| Newsic.it  | 6/10     |

Pianeta di Miller è il quinto album in studio del cantautore italiano Mr. Rain, pubblicato il 1º marzo 2024 con doppia etichetta Atlantic Records e Warner Music Italy.

## Descrizione
Il progetto discografico si compone di tredici tracce, scritte dallo stesso Mr. Rain con la collaborazione di vari autori tra cui Lorenzo Vizzini, Federica Abbate, Mario Apuzzo e tanti altri.
Il rapper ha raccontato il progetto:
In un'intervista al Corriere della Sera ha raccontato la scelta del titolo dell'album:

## Tracce
1. Due altalene – 3:17 (Mattia Belardi, Lorenzo Vizzini)
2. Paura del buio – 3:12 (Mattia Belardi, Lorenzo Vizzini)
3. La fine del mondo (con Sangiovanni) – 2:42 (Mattia Belardi, Lorenzo Vizzini, Giovanni Pietro Damian)
4. Figli della notte – 3:21 (Mattia Belardi, Lorenzo Vizzini)
5. L'ultima volta – 2:48 (Mattia Belardi, Lorenzo Vizzini)
6. 23 anni, 4 mesi, 8 giorni (skit) – 1:50 (Mattia Belardi, Mario Apuzzo)
7. Supereroi – 3:15 (Mattia Belardi, Lorenzo Vizzini, Federica Abbate)
8. Un milione di notti (con Clara) – 2:40 (Mattia Belardi, Lorenzo Vizzini, Mario Apuzzo, Federica Abbate)
9. Immortali – 3:57 (Mattia Belardi, Lorenzo Vizzini, Federica Abbate)
10. Vite precedenti – 2:28 (Mattia Belardi, Lorenzo Vizzini, Mario Apuzzo, Federica Abbate, Cheope, Alex Andrea Vella, Mattia Cerri)
11. Sempre un po' di te – 2:51 (Mattia Belardi, Lorenzo Vizzini, Pietro Basso, Samuele Barracco)
12. Outro – 1:07 (Mattia Belardi)
13. Superhéroes (feat. Beret) – 3:20 (Mattia Belardi, Lorenzo Vizzini, Federica Abbate, Francisco Javier Álvarez Beret)

## Classifiche

### Classifiche settimanali
| Classifica (2024) | Posizione massima |
| ----------------- | ----------------- |
| Italia            | 2                 |

### Classifiche di fine anno
| Classifica (2024) | Posizione |
| ----------------- | --------- |
| Italia            | 58        |